# Нова-Басану
Нова-Басану (порт. Nova Bassano) — муниципалитет в Бразилии, входит в штат Риу-Гранди-ду-Сул. Составная часть мезорегиона Северо-восток штата Риу-Гранди-ду-Сул. Входит в экономико-статистический микрорегион Гуапоре. Население составляет 8630 человек на 2006 год. Занимает площадь 211,612 км². Плотность населения — 40,8 чел./км².

## История
Город основан 23 мая 1964 года.

## Статистика
- Валовой внутренний продукт на 2003 составляет 276 812 174,00 реалов (данные: Бразильский институт географии и статистики).
- Валовой внутренний продукт на душу населения на 2003 составляет 33 488,04 реалов (данные: Бразильский институт географии и статистики).
- Индекс развития человеческого потенциала на 2000 составляет 0,844 (данные: Программа развития ООН).

## География
Климат местности: субтропический гумидный. В соответствии с классификацией Кёппена, климат относится к категории Cfa.